# Жертовник (православний храм)

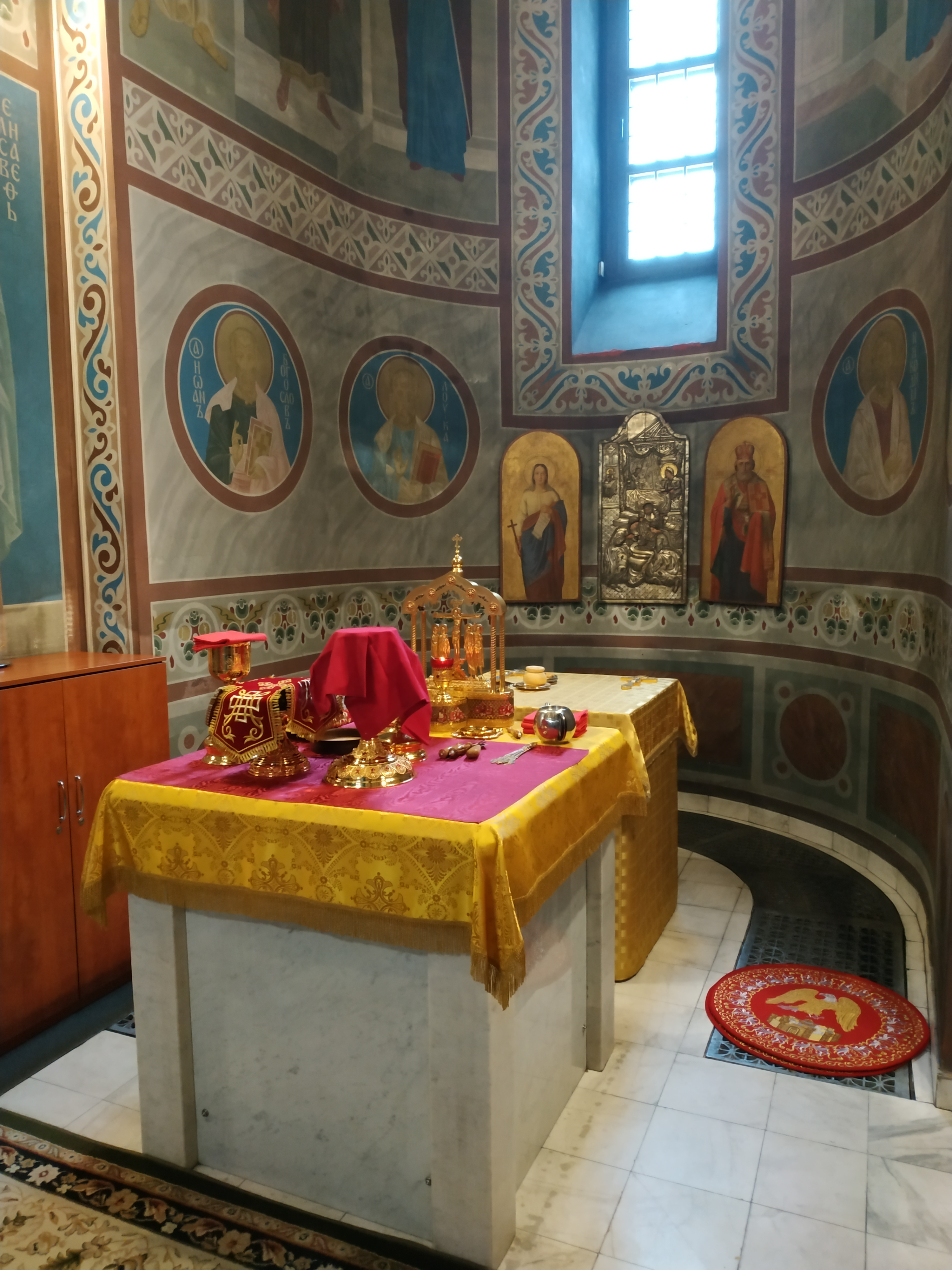
Жертовник в дияконнику в православному храмі. Київ. Михайлівський Золотоверхий собор.

Жерто́вник — стіл у вівтарі православного храму, на якому відбувається проскомідія — готується жертва для здійснення євхаристії: хліб і вино. Жертовник має чотирикутну форму і як престол одягнений в такі ж шати.
У давнину жертовник перебував поза вівтарем і являв собою окреме приміщення, куди християни покладали принесені дари (хліб і вино), з яких потім священик відбирав кращі дари для здійснення євхаристії. У візантійських та давньоруських храмах для жертівника відводилося окреме приміщення в північній частині вівтаря, яке також називалося жертовником. Найчастіше воно мало форму апсиди. Симетрично, з півдня до вівтаря примикав дияконник, де влаштовувалася ризниця.
У даний час жертовник розміщується біля північної стіни вівтаря, ліворуч від горнього місця, а іноді в особливо відокремленої частини вівтаря (також з лівого боку), званої дияконником. На ньому зберігаються священні посудини до їх вживання на літургії.